# Tempel van Nikè
De Tempel van Nikè op de akropolis van Athene is gewijd aan de godin  Nikè (Grieks: Ἀθηνά Νίκη): de overwinning. Al snel na de opbouw van de tempel moest de godin haar taak delen met godin Athena. Hieruit volgt de naam Athena Nikè. 
De godin Athena was zeer veelzijdig: zij was de godin van de wijsheid, maar ook van de oorlog en zij was beschermster van de ambachtelijke arbeid, waardoor ze ook Athene Ergane werd genoemd. De tempel van Nikè is gebouwd op de Akropolis, rechts van de hoofdingang. Vanaf de tempel van Nikè is de Egeïsche Zee goed te zien.

## Geschiedenis

### Voorgeschiedenis
Op de plek waar de tempel nu staat, stond eerder ook een altaar. Nadat de Grieken de Perzen hadden overwonnen, heeft Pericles besloten de Akropolis af te maken door de godin Athene Nikè te vereren en een tempel voor haar te bouwen.
In de tempel zelf waren vroeger twee altaren te vinden. Ook stond er een houten beeld van Athene Nikè. In haar hand hield ze een palmtak vast. In de oudheid was de palmtak een symbool van de overwinning, want zelfs bij een zeer grote druk blijft hij rechtop staan. Het was daarom ook een goed voorteken als een palmboom ging groeien tijdens een oorlog.

### Mythe
De legende luidt dat toen Theseus terugkwam van Kreta, nadat hij de Minotaurus had vermoord, vergeten was zijn zwarte zeilen te verwisselen met witte zeilen. Koning Aegeus zag dit en dacht dat zijn zoon Theseus opgegeten was door de Minotaurus en sprong van de Akropolis af. De Egeïsche Zee dankt zijn naam aan Koning Aegeus. Ondanks dit trieste verhaal is de tempel van Nikè met mooie en positieve dingen versierd.

### Bouw van de tempel
In het jaar 480 v.Chr. hadden de Perzen de tempel van Nikè verwoest. Ruim 30 jaar later, in 448, gaf Pericles de opdracht de tempel te herbouwen. Pas in 427 werd er begonnen met de bouw van de nieuwe tempel van Nikè onder leiding van de architect Callicrates en in het jaar 424 was de bouw zelf al klaar, maar beeldhouwers waren pas in 410 klaar en was de tempel helemaal af.

## Architectuur
De tempel van Nikè is in Ionische stijl gebouwd, met vier zuilen aan de voorkant en nog eens vier aan de achterkant. In de voorste muur zijn ook nog eens vier pilasters gebouwd, die er eigenlijk alleen voor de sier zijn en niet voor versteviging zorgen. De tempel is gemaakt van Pentelisch marmer en is 5,44m breed, 8,27m diep en 6,90m hoog: de tempel is dus erg klein, vergeleken met andere tempels op de Acropolis, zoals het Parthenon en de Propyleeën.

### Versieringen
De friezen, waar de beeldhouwers 17 jaar aan hadden gewerkt, stellen aan drie kanten de strijd voor tussen de Grieken en Perzen bij Plataeae. Dit is erg zeldzaam, want de Grieken lieten nooit historische gebeurtenissen zien op friezen. De andere kant laat samenkomende goden zien: de goden Athene en Zeus zijn duidelijk zichtbaar, ook al is het fries beschadigd. Aan de oostelijke en zuidelijke kanten zijn de originele friezen er nog, maar aan de westelijke en noordelijke kanten zijn de friezen vervangen door kopieën. Dit komt doordat de Britse Lord Elgin ze naar het British Museum heeft gebracht. De Grieken willen dat deze Elgin Marbles weer terugkeren naar Griekenland, maar Groot-Brittannië heeft dit tot op heden geweigerd.

## Afbeeldingen

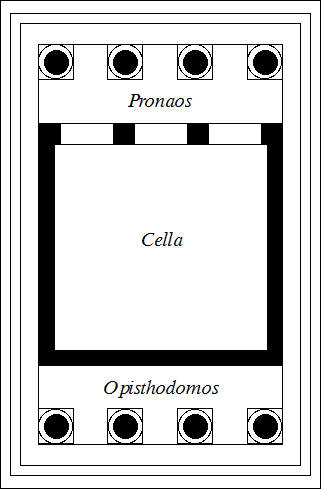
Plattegrond van de tempel
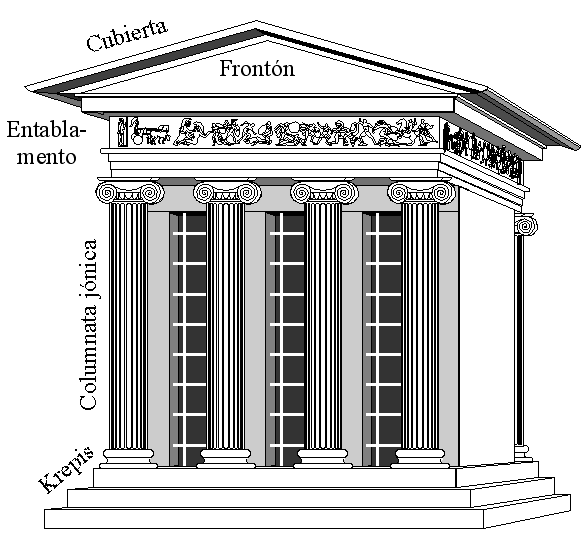
Reconstructie van de tempel van Athena Nike